# Lophocateres pusillus
Lophocateres pusillus es una especie de coleóptero de la familia Trogossitidae.

## Distribución geográfica
Habita en Europa y Estados Unidos.